# Čokoládová zmrzlina
Čokoládová zmrzlina je jednou z nejpopulárnějších příchutí zmrzliny. Bývá obvykle založena na smetanovém základě (základě ze smetany, cukru a vajec), ke kterému je přidáno kakao, případně přímo čokoláda. Existuje celá řada variant čokoládové zmrzliny, některé obsahují například kousky čokolády nebo kousky ořechů. V americké kuchyni je podávána i zmrzlina příchutě rocky road, což je čokoládová zmrzlina s ořechy a marshmallows. Spolu s jahodovou a vanilkovou zmrzlinou tvoří jednu ze složek tříbarevné, tzv. neapolské zmrzliny.
Čokoládová zmrzlina patří mezi nejstarší příchutě zmrzliny. Nápoje jako káva nebo horká čokoláda byly základy prvních mražených dezertů. První zmínka o mraženém čokoládovém dezertu pochází z Neapole z roku 1693. Ve své kuchařce měla recept na čokoládovou zmrzlinu i Magdalena Dobromila Rettigová.